# Vicent Simbor Roig
Vicent Simbor Roig (Alginet, 1951) és catedràtic de Filologia Catalana a la Universitat de València. En aquesta universitat ha estat degà i vicedegà de la Facultat de Filologia. Ha estat l'investigador principal (IP) en diversos projectes de recerca dedicats a l'estudi de la ironia en la literatura catalana, del realisme compromès i de la literatura al País Valencià.

## Trajectòria
Com a investigador, s'ha dedicat a l'estudi i la recerca de la literatura catalana contemporània, i de manera especial a la narrativa del segle xx, on ha esdevingut especialista en la producció de novel·listes com ara Llorenç Villalonga o de moviments com el realisme compromès. També ha dedicat una atenció preferent a l'estudi de la Renaixença valenciana i és un dels màxims coneixedors de l'obra de Carles Salvador, la qual ha contribuït decisivament a editar. En els darrers anys, ha centrat la seua línia de recerca en la ironia, la paròdia i el pastitx i en la hipertextualitat.
És autor de més d'un centenar de treballs d'investigació, entre els quals n'hi ha al voltant d'una vintena de llibres (d'autoria única o compartida). Va rebre el Premi d'assaig «Castelló de la Plana» de les Festes Populars Pompeu Fabra 1976 per L'obra periodística de Carles Salvador; el Premi València de Literatura 1982, de la Diputació de València, per Carles Salvador i Gimeno: una obra decisiva; el Premi Jaume Massó i Torrents 1989, de l'Institut d'Estudis Catalans, per Els fonaments de la literatura contemporània al País Valencià (1900-1939) i el Premi Crítica Serra d'Or de Literatura i Assaig (Estudis literaris) 2006, per El realisme compromès en la narrativa catalana de postguerra.
És membre de l'Institut Interuniversitari de Filologia Valenciana (IIFV), membre corresponent de la Reial Acadèmia de Bones Lletres de Barcelona i membre corresponent de la Societat Verdaguer.
Ha format part del consell de redacció de les revistes Quaderns de Filologia. Estudis Literaris i Caplletra. Revista Internacional de Filologia. D'aquesta darrera revista, també n'ha estat director. És membre del consell científic assessor de les revistes Afers. Fulls de recerca i pensament, Anuari TrilCat i Revista Valenciana de Filologia (segona època). Igualment, ha estat membre del comitè científic de nombrosos congressos internacionals sobre filologia o literatura.
En 2017, va ser nomenat fill predilecte d'Alginet.

## Llibres
- Els orígens de la Renaixença valenciana, Institut de Filologia Valenciana, 1980.
- Carles Salvador i Gimeno: una obra decisiva, Diputació Provincial de València, 1983.
- Carles Salvador: política i nacionalisme, Eliseu Climent, editor, 1983.
- La narrativa valenciana (1900-1939). Antologia, Bromera, 1986.
- Els fonaments de la literatura contemporània al País Valencià (1900-1939), IFV-Publicacions de l'Abadia de Montserrat, 1988.
- La recuperació literària en la postguerra valenciana (1939-1972), IIFV-Publicacions de l'Abadia de Montserrat, 1993; en col·laboració amb Ferran Carbó.
- Literatura actual al País Valencià (1973-1992), IIFV-Publicacions de l'Abadia de Montserrat, 1993; en col·laboració amb Ferran Carbó.
- Carles Salvador, Antologia poètica (introducció, selecció i edició), Consell Valencià de Cultura, 1993.
- Teodor Llorente, Poesia (introducció i edició), Edicions Alfons el Magnànim-IVEI, 1996.
- Llorenç Villalonga a la recerca de la novel·la inefable, IIFV-Publicacions de l'Abadia de Montserrat, 1999.
- Carles Salvador, Papers de premsa (introducció i edició), Institució Alfons el Magnànim, 2000.
- El realisme sompromès en la narrativa catalana de postguerra, IIFV-Publicacions de l'Abadia de Montserrat, 2005.
- Literatura catalana del siglo XX, Editorial Síntesis, 2005; en col·laboració amb Ferran Carbó.
- La narrativa catalana del segle XX, Bromera, 2005.
- Carles Salvador 1893-1955, Fundació Josep Irla, 2008.
- Carles Salvador, Narrativa (introducció i edició), Editorial Denes, 2008.
- Joan Fuster: el projecte de normalització del circuit literari, Publicacions de la Universitat de València, 2012.
- Llorenç Villalonga, ironista i jogasser, IIFV-Publicacions de l'Abadia de Montserrat, 2013.
- Ironies de la Modernitat. La ironia del Modernisme al Noucentisme (editor), Publicacions de l'Abadia de Montserrat, 2015.
- Enric Valor, L'ambició d'Aleix (introducció), Bromera, 2015.
- El poeta Jaume Escrivà (segles XIV-XV), Ajuntament d'Alginet, 2016; en col·laboració amb Rafael Bosch.
- Josep Massot i Muntaner, De València i Mallorca (editor), Publicacions de la Universitat de València, 2017.